# سونگودین
سونگودین شهری در شهرستان تیکاره در استان بام در بورکینافاسوی شمالی است و جمعیت آن ۲۶۵ نفر است.